# IC 1337
IC 1337 је спирална галаксија у сазвјежђу Јарац која се налази на листи објеката дубоког неба у Индекс каталогу.
Деклинација објекта је - 16° 35' 6" а ректасцензија 20h 56m 52,6s. Привидна величина (магнитуда) објекта IC 1337 износи 13,8 а фотографска магнитуда 14,6. IC 1337 је још познат и под ознакама MCG -3-53-12, IRAS 20540-1646, PGC 65760.